# ستين بيرغمان
ستين بيرغمان (بالسويدية: Sten Bergman)‏ هو مستكشف سويدي، ولد في 20 أكتوبر 1895 في Ransäter ‏ في السويد، وتوفي في 19 فبراير 1975 في Rönninge ‏ في السويد.

## وصلات خارجية
- ستين بيرغمان على موقع مونزينجر (الألمانية)